# Прекращение огня

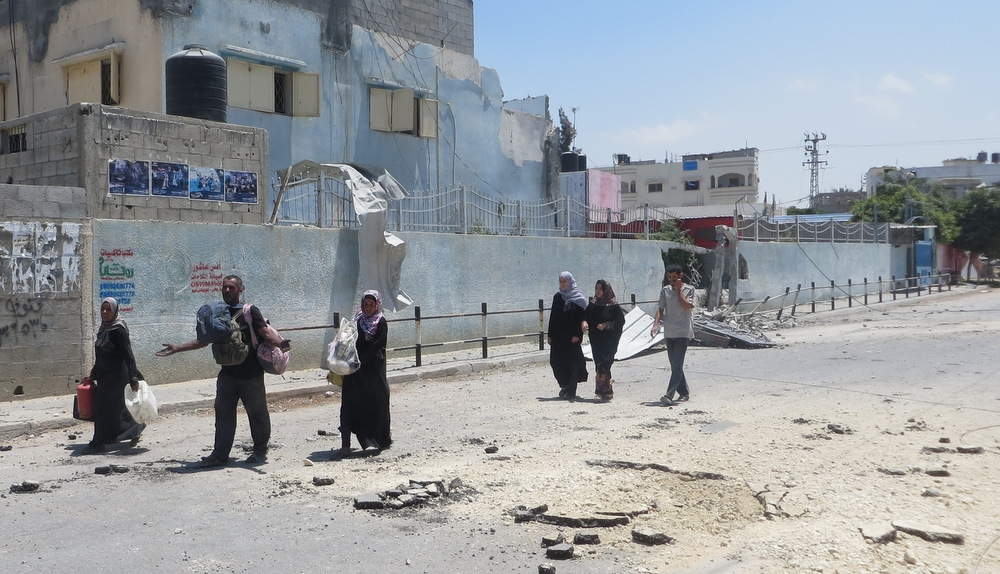
Сектор Газа. Жители вышли на улицу во время прекращения огня в ходе израильской операции «Нерушимая скала», 16 августа 2014 года

Прекращение огня — одна из форм временного приостановления или прекращения военных действий в определённом районе.
Применяется для решения частных задач — подбора раненых и обмена ранеными, направления парламентёров и т. д. Нарушение условий прекращения огня рассматривается как нарушение законов и обычаев войны.
Прекращение огня может быть объявлено в рамках официального договора, но оно также может быть в качестве части неформального понимания между противоборствующими силами.

## Исторические примеры

### Первая мировая война
Во время Первой мировой войны, 24 декабря 1914 года, на Западном фронте было объявлено неофициальное прекращение огня, так как  Франция, Великобритания и Германия отмечали Рождество. Также имеется версия, что неофициальное прекращение огня имело место в течение недели, предшествовавшей Рождеству, и британские и немецкие войска обменивались сезонными приветствиями и песнями между своими окопами. Оно было кратким и спонтанным, началось всё с того, что немецкие солдаты зажигали на своих позициях рождественские ёлки.

### Соглашение о прекращении огня с 12 мая 1994 года
12.05.1994 г. «Соглашение о прекращении огня и разъединении сил» — один из основополагающих документов, принятых в рамках международных усилий по урегулированию нагорно-карабахского конфликта.

### Война в Донбассе
Во время вооруженного конфликта между Россией и Украиной, с посредничеством «нормандской четвёркой» и президентом Белоруссии Александром Григорьевичем Лукашенко были подписаны два соглашения о прекращении огня: Минский протокол (2014) и Второе минское соглашение (2015). Соглашения о прекращении огня повсеместно нарушались обеими сторонами конфликта.